# Загальна біологія
Загальна біологія — наука (наукова дисципліна, біологічна область знання, а також відповідна навчальна дисципліна), що вивчає основні і загальні для всіх організмів закономірності життєвих явищ. Завдання загальної біології — виявлення і пояснення загального, однаково вірного для всього різноманіття організмів, загальні закономірності розвитку природи, сутність життя, її форми та розвиток . Так як загальна біологія включає в себе ряд інших самостійних наук, її часто замість науки визначають як область біології, що досліджує найбільш загальні, властиві всім живим істотам закономірності. У російському УДК для загальної біології виділені розділи 574–577.
Не слід плутати загальну біологію з теоретичної біологією, окремим випадком загальної біології, одним з основних завдань якого є відкриття та опис загальних законів руху живої матерії, переважно математичними методами і з позицій теорії систем .
Слід зазначити, що на думку вчених, у сучасній науці, результати якої зазвичай публікують у журналах з високим імпакт-фактором, такої науки як «Загальна біологія» (General Biology), аналогічно «Загальної фізики», не існує. Однак в провідних університетах читаються курси для бакалаврів першого року навчання, тобто «Загальна біологія» існує лише як вступний в біологію навчальний курс.